# Albbruck (stacja kolejowa)
Albbruck – stacja kolejowa w Albbruck, w kraju związkowym Badenia-Wirtembergia, w Niemczech. Ma 2 perony.

## Połączenia
Na przystanku zatrzymują się pociągi Regionalbahn. 
Połączenia (stacje końcowe):
- Bazylea
- Lauchringen
- Singen (Hohentwiel)
- Waldshut